# Pavel Soukossian
Pavel Alexeïevitch Soukossian (en russe : Павел Алексеевич Сукосян), le 14 janvier 1962 à Krasnodar (URSS, aujourd'hui en Russie), est un ancien joueur de handball russe évoluant au poste de gardien de but.
Sélectionne à au moins 145 reprises en équipe nationale de Russie, il a notamment remporté les trois compétitions majeures, le plus souvent en compagnie d'Andreï Lavrov : il est champion d'Europe en 1996, champion du monde en 1993 et 1997 et champion olympique en 2000.
A plus de 50 ans, il évoluait encore dans le club russe de Sungul Snejinsk.

## Palmarès

### Sélection nationale
- Jeux olympiques[1]
  -  Médaille d'or aux Jeux olympiques de 2000 à Sydney,  Australie
  - 5e place aux Jeux olympiques de 1996 à Atlanta,  États-Unis
- Championnats du monde
  -  Médaille d'or au Championnat du monde 1993,  Suède
  -  Médaille d'or au Championnat du monde 1997,  Japon
  -  Médaille d'argent au Championnat du monde 1999,  Égypte
  - 6e place au Championnat du monde 2001,  France
- Championnats d'Europe
  -  Médaille d'or au Championnat d'Europe 1996,  Espagne
  -  Médaille d'argent au Championnat d'Europe 1994,  Portugal
  -  Médaille d'argent au Championnat d'Europe 2000,  Croatie
  - 4e place au Championnat d'Europe 1998,  Italie

### En club
Compétitions internationales
- Coupe des clubs champions (1) :  1988
- Coupe d'des vainqueurs de coupe (2) : 1987
- Finaliste de la Coupe IHF (1) : 1991

Compétitions nationales
- Championnat d'URSS (1) : 1987
- Championnat de Russie (24) : 1994, 1995